# ربطة عنق

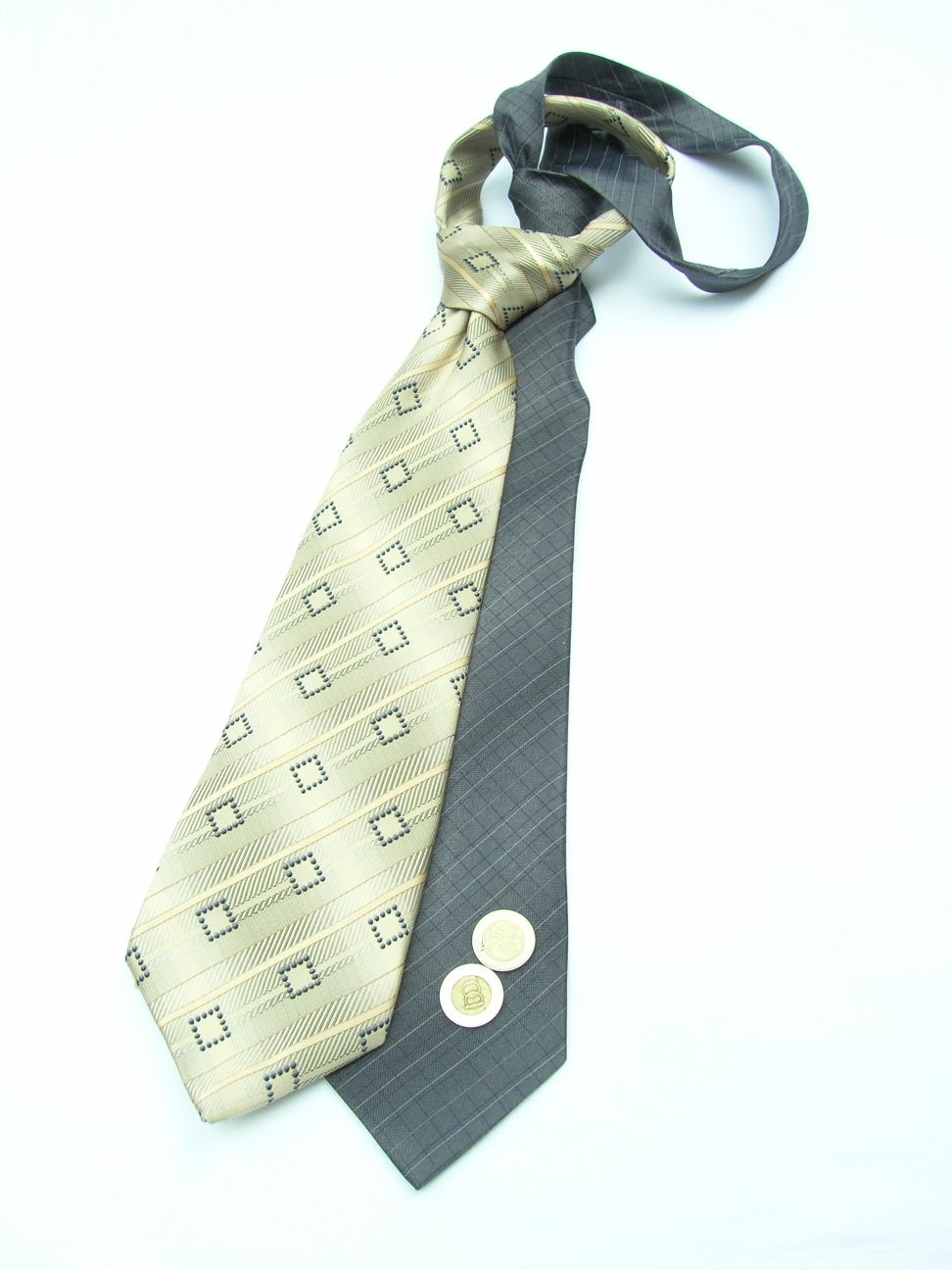
ربطتي عنق منقوشتين.

الأُرْبة أو رَبْطَة العُنُق أو الكرفتة أو المعنقة هي قطعة طويلة من القماش تلبس لأغراض الزينة وتكون حول الرقبة وتستقر تحت ياقة القميص وتعقد عند الحلق. غالباً ما يرتدي الرجال والفتيان في العالم ربطات العنق كجزء من الزي العملي العادي أو الملابس الرسمية كما أحياناً ترتديها النساء والفتيات.

## أصلها
كانت هناك فئات من الرومان ترتدي أربطة العنق كجزء من زي أو كرمز انتماء لجماعة معينة وكذلك بمجلس الشيوخ في روما كانوا الخطباء يرتدون أربطة عنق كالوشاح لأجل تدفئة الحلق  أطلقوا عليها اسم Fascalia أما ربطة العنق الحديثة أو الكَرَفَتَّة (بالإنجليزية: Necktie)‏ يرجع تاريخها إلى بدايات القرن 16 وبالتحديد في الفترة بين (1618-1648) وهي فترة حرب الثلاثين عاما التي وقعت بين دول شمال ووسط أوروبا.
استخدم الجنود الكرواتيون بالتحديد هذه الربطة وكانت عبارة عن (شال) ملفوف على العنق وبنفس الطريقة التي يلف بها ربطة العنق اليوم. حيث كانت تعلقها النساء في أعناق أزواجهن وأحبائهن أثناء سوقهم لجبهات القتال، كعلامة على الحب والوفاء، وإن أصل كلمة (كرافات) الفرنسية هي مشتقة من الكلمة «كروات»  ، وقد كانت الحرب شديدة وعنيفة لدرجة أن طريقة إعدام الكرواتيين كانت بتعليقهم بربطات العنق التي يرتدونها، ومن هنا جاء أصل الكلمة الإنجليزية نك تاي والتي تعني بالعربية ربطة عنق.
أثاروا المرتزقة الكرواتيون اهتمام الباريسيين بهذا الربطة وتم إدراجها من ضمن الزي الرسمي للساسة والقادة الكبار في زمن لويس السادس عشر امتد استخدام ربطة العنق ليشمل عامة الشعب وأطلق عليها الفرنسيون اسم (كرافات Cravate).
وتحدد طريقة ربط ربطة العنق أحياناً أناقة الشخص، حيث توجد لها عدة طرق، فهناك ربطة العنق النسيجية وربطة العنق المقلمة “المخططة” ومنها ربطة العنق الإنجليزية وربطة العنق المنحنية “المقوسة” وتسمى عند البعض (البابيونة) وربطة ويندسور، وربطة فور إن هاند.
وبدأ الصبي الملك لويس الرابع عشر بارتداء ربطة العنق في عام 1646 بدأت هذه المادة الجديدة من الملابس إثارة الاهتمام في فرنسا وارتدى كثير من كلا الرجال والنساء قطعة من القماش حول أعناقهم التي تأخذ كمية كبيرة من الوقت والجهد للترتيب.
وفي عالم ربطات العنق تشتهر الماركات الإيطالية، ثم الفرنسية، وتعد ربطة العنق موضة متجددة قاسماً مشتركاً في عروض الأزياء العالمية، وقد دخلت في السنوات الأخيرة إلى عالم أزياء المرأة، فقدم مصممون موديلات نسائية تعتمد على ربطة العنق.
يتم الاحتفال بيوم ربطة العنق الدولي يوم 18 أكتوبر في كرواتيا وفي مدن مختلفة حول العالم.

## الأسماء الشائعة لربطة العنق في بعض اللغات
- الإنجليزية: Neck Tie.
- المجرية: Kravat.
- البرتغالية: Gravata.
- الكرواتية: Kravata.
- الإيطالية: Cravatta.
- الفرنسية: Cravate.
- الأسبانية: Corvatta.
- البولندية: Krawat.
- الألمانية: Krawatte.
- الروسية: Галстук.
- الأوكرانية:Краватка.
- العربية: ربطة العنق، الكرافتة، الغرافة، معنقة.

عرف العرب ربطة العنق بسبب التبادل التجاري .

## وصلات خارجية
- Necktie knots على مشروع الدليل المفتوح